# Yoshiharu Minami
Yoshiharu Minami (jap. 南喜陽, Minami Yoshiharu; * 10. September 1951 in der Präfektur Hiroshima) ist ein ehemaliger japanischer Judoka. Er war 1973 und 1975 Weltmeister im Leichtgewicht, der Gewichtsklasse bis 63 Kilogramm.

## Sportliche Karriere
Der 1,62 m große Minami war 1972, 1974, 1976 und 1977 japanischer Meister. 1971 verlor er im Finale gegen Hisashi Tsuzawa.
1973 besiegte er beim Tournoi de Paris im Finale den Franzosen Jean-Jacques Mounier. Bei den Weltmeisterschaften 1973 in Lausanne bezwang er auf dem Weg ins Finale unter anderem den Kubaner Héctor Rodríguez im Viertelfinale, den Franzosen Jean-Jacques Mounier im Pool-Finale und Schengeli Pizchelauri aus der Sowjetunion im Halbfinale. Das Finale gewann er gegen seinen Landsmann Takao Kawaguchi.
1974 siegte Minami bei den Asienmeisterschaften in Seoul. Bei den Weltmeisterschaften 1975 in Wien bezwang er im Viertelfinale den Franzosen Yves Delvingt und im Halbfinale Alexander Leibkind aus der Bundesrepublik Deutschland. Im Finale traf Minami wie 1973 auf einen Landsmann, diesmal besiegte er Katsuhiko Kashiwazaki. Im Jahr darauf besiegte er bei den Olympischen Spielen in Montreal in seinem ersten Kampf Dionisio Joseph aus Guyana. Im Achtelfinale unterlag er Yves Delvingt mit einer Koka-Wertung.